# Дудыкевич, Владимир Феофилович
Влади́мир Феофи́лович Дудыке́вич (рус. дореф. Владиміръ Ѳеофиловичъ Дудыкевичъ, 1861 , Станиславов (ныне Ивано-Франковск)  - 1922, Ташкент:551) — галицко-русский общественный и политический деятель, юрист. Доктор права, директор гимназии в Станиславе. Депутат Галицкого сейма (1908). Активный участник Русской народной партии в Галиции, с 1909 года — лидер течения «новокурсников» в партии.
Организатор Русского народного совета Прикарпатской Руси и первый его председатель (1914—1915).

## Биография

### Первые годы
Владимир Дудыкевич родился в 1861 году. Получил ученое звание доктора права, занимался юриспруденцией и адвокатурой. Работал директором гимназии в городе Станиславе.

### Начало политической деятельности
Дудыкевич принимал активное участие в политической жизни Галиции и в 1900 году являлся одним из инициатором создания Русской народной партии. В 1908 году в составе партии он был избран послом (депутатом) Галицкого сейма. После состоявшегося в 1909 году раскола в Русской народной парти возглавил в ней идейное течение «новокурсников». Идеологией нового курса являлось «в условиях Австро-Венгрии — национально-культурное единство всех трех ветвей русского народа… а впоследствии и политическое единство с Россией».
Дудыкевич являлся участником Львовского судебного процесса (1912—1914), на котором выступал адвокатом и активным защитником подсудимых галицких русофилов:83.

### В годы Первой мировой войны
С занятием Львова войсками Русской императорской армии в ходе боевых действий Первой мировой войны в начале сентября 1914 года Дудыкевич являлся одним из наиболее активных деятелей в среде галицких русофилов, выдвинувшихся обустраивать новый порядок в крае. При его основном участии во Львове был создан Русский народный совет Прикарпатской Руси. Целью создания организации представлялась в создании будущего галицкого правительства в крае из числа представителей местной политической элиты. 9 (22) сентября 1914 года под председательством Дудыкевича состоялось учредительное заседание совета, на котором он был избран его постоянным председателем:237.
После возникновения противоречий между галицкими русофилами и официальной русской администрацией, под влиянием Владимира Дудыкевича как председателя Русского народного совета Прикарпатской Руси был ограничен доступ официальной газеты русской администрации «Львовское военное слово» к типографии Ставропигийского института, что вынудило её переориентироваться на типографию Айхельберга:239.
Руководитель Кредитного общества самопомощи в Коломые.

### Смерть
Владимир Дудыкевич был арестован в Ташкенте большевиками и умер в тюрьме в 1922 году.